# Fygelius
Fygelius, promyk, ciennia (Phygelius) – rodzaj roślin z rodziny trędownikowatych. Obejmuje dwa gatunki. Występują one w naturze w Afryce Południowej, gdzie rosną w Górach Smoczych. Ich siedlisko stanowią brzegi górskich strumieni i inne podmokłe miejsca na terenach skalistych. Oba gatunki i mieszaniec między nimi są uprawiane jako rośliny ozdobne, także w wielu odmianach ozdobnych. Uprawiane mogą być w gruncie w strefach mrozoodporności od 8 do 11. Wymagają stanowisk słonecznych lub półcienistych oraz gleb żyznych i przepuszczalnych.

## Morfologia
PokrójByliny i półkrzewy osiągające do 1 lub nawet 2 m wysokości o łodygach kanciastych. Rośliny tworzą liczne odrosty, dzięki którym, zwłaszcza w naturze, rozrastają się do dużych kęp.
LiścieNaprzeciwległe, pojedyncze, ogonkowe, o blaszce sercowatej.
KwiatyWyrastają w szczytowych gronach. Działek kielicha jest pięć i zrośnięte są tylko u nasady. Płatki korony zrośnięte są w długą rurkę, rozdętą nieco u nasady, na końcach z rozpostartymi łatkami. Płatki mają barwę różową do czerwonej, ale u odmian uprawnych także w innych kolorach (np. żółte). Pręciki są cztery, rzadziej 5, wystają z rurki korony. Zalążnia górna, dwukomorowa, z licznymi zalążkami i pojedynczą, długą i trwałą szyjką słupka zakończoną drobnym znamieniem.
OwoceTorebki rozdzielające się na dwie części i zawierające liczne, drobne nasiona.

## Systematyka
Jeden z rodzajów z rodziny trędownikowatych Scrophulariaceae w jej wąskim ujęciu.
Wykaz gatunków
- Phygelius aequalis Harv. Ex Hiern
- Phygelius capensis E. Mey. ex Benth.  – fygelius przylądkowy
- Phygelius × rectus Coombes – fygelius wyprostowany, promyk wyprostowany